# Svenska mästerskapen i längdskidåkning 1955
Svenska mästerskapen i längdskidåkning 1955 arrangerades, som en del av stora SM-veckan, i Sundsvall den 20-27 februari.

## Medaljörer, resultat

### Herrar
| Gren              | Guld                                                         | Guld                                                         | Guld    | Silver                                                     | Silver                                                     | Silver   | Brons                                                     | Brons                                                     | Brons    |
| 15 km             | Sixten Jernberg                                              | Lima IF                                                      | 56.05   | Lennart Larsson                                            | SK Järven                                                  | 56.29    | Per-Erik Larsson                                          | IFK Mora                                                  | 56.44    |
| 30 km             | Sune Larsson                                                 | IFK Mora                                                     | 2.00.32 | Sixten Jernberg                                            | Lima IF                                                    | 2.00.33  | Enar Josefsson                                            | Östersunds SK                                             | 2.02.03  |
| 50 km             | Sixten Jernberg                                              | Lima IF                                                      | 3.15.35 | Enar Josefsson                                             | Östersunds SK                                              | 3.18.29  | Per-Erik Larsson                                          | IFK Mora                                                  | 3.18.49  |
| Stafett 3 x 10 km | IFK Mora (Sune Larsson, Gunnar Larsson, Per Erik Larsson)    | IFK Mora (Sune Larsson, Gunnar Larsson, Per Erik Larsson)    | 1.47.45 | Lima IF (Sixten Jernberg, Inge Limberg, Gunnar Samuelsson) | Lima IF (Sixten Jernberg, Inge Limberg, Gunnar Samuelsson) | 1.48.10  | Östersunds SK (Nils Täpp, M. Sjöström, Enar Josefsson)    | Östersunds SK (Nils Täpp, M. Sjöström, Enar Josefsson)    | 1.48.23  |
| Lagtävling 15 km  | IFK Mora (Per-Erik Larsson, Gunnar Larsson, Gunnar Eriksson) | IFK Mora (Per-Erik Larsson, Gunnar Larsson, Gunnar Eriksson) | 2.50.33 | Lima IF (Sixten Jernberg, Gunnar Samuelsson, Inge Limberg) | Lima IF (Sixten Jernberg, Gunnar Samuelsson, Inge Limberg) | 2.52.00  | Östersunds SK (Enar Josefsson, M. Sjöström, Nils Täpp)    | Östersunds SK (Enar Josefsson, M. Sjöström, Nils Täpp)    | 2.52.20  |
| Lagtävling 30 km  | IFK Mora (Sune Larsson, Per-Erik Larsson, Gunnar Larsson)    | IFK Mora (Sune Larsson, Per-Erik Larsson, Gunnar Larsson)    | 6.06.18 | Lima IF (Sixten Jernberg, Inge Limberg, Gunnar Samuelsson) | Lima IF (Sixten Jernberg, Inge Limberg, Gunnar Samuelsson) | 6.09.00  | Östersunds SK (Enar Josefsson, M. Sjöström, O. Sandberg)  | Östersunds SK (Enar Josefsson, M. Sjöström, O. Sandberg)  | 6.14.29  |
| Lagtävling 50 km  | Lima IF (Sixten Jernberg, Inge Limberg, Gunnar Samuelsson)   | Lima IF (Sixten Jernberg, Inge Limberg, Gunnar Samuelsson)   | 9.59.07 | IFK Mora (Per-Erik Larsson, Sune Larsson, Gunnar Larsson)  | IFK Mora (Per-Erik Larsson, Sune Larsson, Gunnar Larsson)  | 10.04.58 | IFK Umeå (Martin Lundström, Gunnar Karlsson, V. Bergvall) | IFK Umeå (Martin Lundström, Gunnar Karlsson, V. Bergvall) | 10.06.55 |

### Damer
| Gren             | Guld                                                                         | Guld                                                                         | Guld    | Silver                                                | Silver                                                | Silver  | Brons                                                | Brons                                                | Brons   |
| 10 km            | Sonja Edström                                                                | Luleå SK                                                                     | 44.20   | Anna-Lisa Eriksson                                    | Selångers SK                                          | 44.46   | Märta Norberg                                        | Vårby IK:                                            | 46.00   |
| Stafett 3 x 7 km | Selångers SK (Margit Åsberg-Albrechtsson, Karin Engberg, Anna-Lisa Eriksson) | Selångers SK (Margit Åsberg-Albrechtsson, Karin Engberg, Anna-Lisa Eriksson) | 1.43.24 | Vårby IK (I. Söderström, B. Hallqvist, Märta Norberg) | Vårby IK (I. Söderström, B. Hallqvist, Märta Norberg) | 1.43.37 | Lycksele IF (E. Andersson, G. Solem, Aina Andersson) | Lycksele IF (E. Andersson, G. Solem, Aina Andersson) | 1.43.40 |
| Lagtävling 10 km | Selångers SK (Anna-Lisa Eriksson, Margit Åsberg-Albrechtsson, Karin Engberg) | Selångers SK (Anna-Lisa Eriksson, Margit Åsberg-Albrechtsson, Karin Engberg) | 2.22.46 | IFK Arvidsjaur                                        | IFK Arvidsjaur                                        | 2.31.00 | Vårby IK                                             | Vårby IK                                             | 2.32.28 |

### Webbkällor
- Svenska Skidförbundet